# Галлиате-Ломбардо
Галлиате-Ломбардо (итал. Galliate Lombardo) — коммуна в Италии, располагается в провинции Варезе области Ломбардия.
Население коммуны, на 01.01.2024 года, составляет 1024 человека, плотность населения ─ 304,41 чел./км². Коммуна занимает площадь 3,36 км². 
Почтовый индекс — 21020. Телефонный код — 0332.
Покровителями коммуны почитаются святые Гервасий и Протасий. Имеется храм, освящённый в их честь.

## Демография
Динамика населения:

## Администрация коммуны
- Официальный сайт: http://www.comune.galliatelombardo.va.it/ Архивная копия от 6 мая 2021 на Wayback Machine